# Emoia montana
Emoia montana là một loài thằn lằn trong họ Scincidae. Loài này được Brown mô tả khoa học đầu tiên năm 1991.